# Ángel Piz
Ángel Piz (* 28. Februar 1992 in Goya) ist ein argentinischer Fußballspieler.

## Karriere
Der 1,73 Meter große Mittelfeldakteur Piz bestritt er in den Spielzeiten 2010/11 und 2011/12 17 Partien für die Chacarita Juniors in der Primera B Nacional. Zudem lief er in zwei Begegnungen (kein Tor) der Copa Argentina auf. Von August 2012 bis Anfang Juli 2013 wurde er an Huracán Goya ausgeliehen. Anschließend kehrte er zu den Chacarita Juniors zurück und kam in der Saison 2013/14 in 12 Ligaspielen (kein Tor) der Primera B Metro sowie einer Partie (kein Tor) der Copa Argentina zum Einsatz. Zur Apertura 2014 wechselte er zum uruguayischen Erstligaaufsteiger Rampla Juniors. In der Apertura 2014 wurde er dort zweimal (kein Tor) in der uruguayischen Primera División eingesetzt. Ende Januar 2015 wechselte er nach Griechenland zu Panegialios. Bei den Griechen lief er 15-mal in der Liga auf und schoss ein Tor. Ab Jahresbeginn 2016 setzte er seine Karriere bei Sarmiento de Resistencia fort und absolvierte für den Verein bislang (Stand: 28. September 2016) zwölf Spiele (kein Tor) im Torneo Argentino A.